# 이브라히마 코네
이브라히마 코네(프랑스어: Ibrahima Koné, 1999년 6월 16일 ~ )는 말리의 축구 선수로 현재 스페인의 알메리아와 말리 국가대표팀에서 공격수로 활약하고 있다.

## 구단 경력

### 초기 경력
말리 바마코에서 태어난 코네는 고향팀 CO 바마코에서 축구를 한다는 사실을 가족에게 숨긴 채 경기를 시작했다. 2015년 1군으로 승격된 그는 첫 시니어 시즌인 2016 말리앙 프레미에르 디비전에서 9골을 기록했다.

### 헤우게순
2018년 2월, 코네는 2021년까지 노르웨이 엘리테세리엔의 FK 헤우게순과 계약을 맺었다. 3월 11일, 그는 2-1로 이긴 오드 BK와의 원정 경기에서 해외 데뷔 전을 치렀다.
2018년 8월 5일, 코네는 2-1로 이긴 트롬쇠 IL 전에서 첫 골을 넣었다. 이듬해 7월 14일, 코네는 5-1로 이긴 트롬쇠 IL 전에서 2골을 넣었다.
2020년 1월 12일, 코네는 튀르키예 쉬페르리그의 아다나 데미르스포르로 시즌이 끝날 때까지 임대되었다. 하지만, 그는 헤우게순으로 2020년 시즌 2부 리그로 복귀하기 전까지 교체로 거의 출장하지 않았다.

### 사릅스보르그 08
2021년 1월 10일, 코네는 같은 엘리테세리엔의 사릅스보르그 08로 이적하여 3년 계약을 체결했다. 그는 8월 29일, 사네피오르와의 홈 경기에서 4골을 넣으며 11골을 넣으며 클럽의 최고 득점자가 되었다.

### 로리앙
2022년 1월 31일, 코네는 프랑스 리그 1의 로리앙와 4.5년 계약을 체결했다. 6일 후, 그는 2-0으로 이긴 랑스와의 안방 경기에서 2번째 골을 넣으며 데뷔 전을 치렀다.
2022년 4월 8일, 코네는 6-2로 이긴 생테티엔과의 안방 경기에서 두 골을 넣었다. 코네는 5골을 넣으며 간신히 강등을 면했다.

### 알메리아
2023년 8월 16일, 코네는 라리가의 알메리아와 5년 계약을 체결했다. 2023년 10월 16일, 코네는 우간다와의 친선 경기 도중 골절된 오른쪽 발목을 고치기 위해 발목 수술을 받았고, 5개월 동안 경기에 출전하지 못했다.

## 국가대표팀 경력
2017년 7월 22일, 코네는 감비아와의 경기에서 해트트릭을 기록하며 말리 국가대표팀 데뷔 전을 치렀고, 4-0으로 승리했다. 그의 다음 말리 국가대표팀 경기는 4년 후인 2021년 9월 1일, 르완다와의 2022년 FIFA 월드컵 예선 경기였다. 2022년 1월 12일, 코네는 튀니지를 상대로 말리의 첫 AFCON 경기에서 48분에 페널티킥으로 1-0 승리를 거두며 유일한 골을 기록했다. 이 경기는 재니 시카즈웨 주심이 85분에 처음으로 불었고, 89분에 다시 한 번 불면서 국제적인 관심을 받았고, 튀니지의 몬더 케바이에르 감독이 심판들의 행동을 "설명할 수 없다"고 낙인찍으면서 큰 논란을 일으켰다.